# Pałac w Czaczu
Pałac w Czaczu – zabytkowy pałac w Czaczu
Pałac położony parku, na wzniesieniu, pierwotnie zbudowany na planie prostokąta jako wczesnobarokowy około 1650 (prawdopodobnie według projektu Krzysztofa Bonadury Starszego) dla Wojciecha Gajewskiego, kasztelana rogozińskiego. Pałac został spalony w 1709. Na jego ruinach, najprawdopodobniej na początku XIX wieku powstało obecne założenie, zbudowane dla Wiktora Szołdrskiego. Dodano wówczas dwie klasycystyczne oficyny i połączono je z pałacem ćwierćkolistymi galeriami. Przebudowa z lat 1848–1851, dokonana dla Marcelego Żółtowskiego podwyższyła pałac (poprzez zmianę dachu na dach mansardowy i zmieniła wygląd elewacji. 
Kolejnej przebudowie, wykonanej w latach 1911–1912 przez Jana Żółtowskiego według projektu architekta Mariana Andrzejewskiego w stylu tzw. „kostiumu polskiego” zawdzięczamy obecny wygląd pałacu. Fasada południowa (ogrodowa) rozczłonkowana pilastrami jońskimi wielkiego porządku z motywami heraldycznymi na kapitelach. W narożach budynku pozorne ryzality. Na środku wejście do dawnego salonu, nad nim, na piętrze, mały balkon. Wyżej herb Żółtowskich – Ogończyk. We wschodniej galerii brama przejazdowa. Elewacja północna skromniejsza, z tarasem przed wejściem głównym. Park z początku XIX wieku (powierzchnia 19 ha), obecnie rozdzielony drogami. Budynek główny pałacu obecnie mieści szkołę podstawową. Oficyny są zamieszkane. Pałac i park zaniedbane.

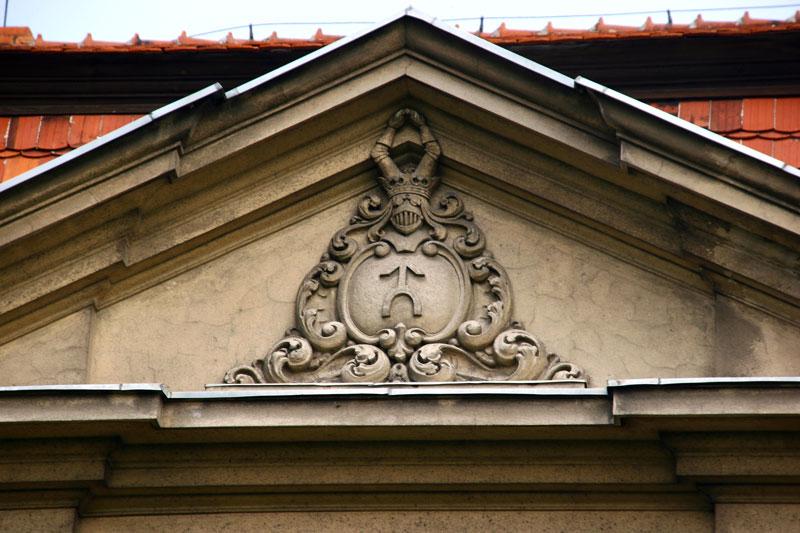
Herb Żółtowskich - Ogończyk
Ogończyk (herb szlachecki)
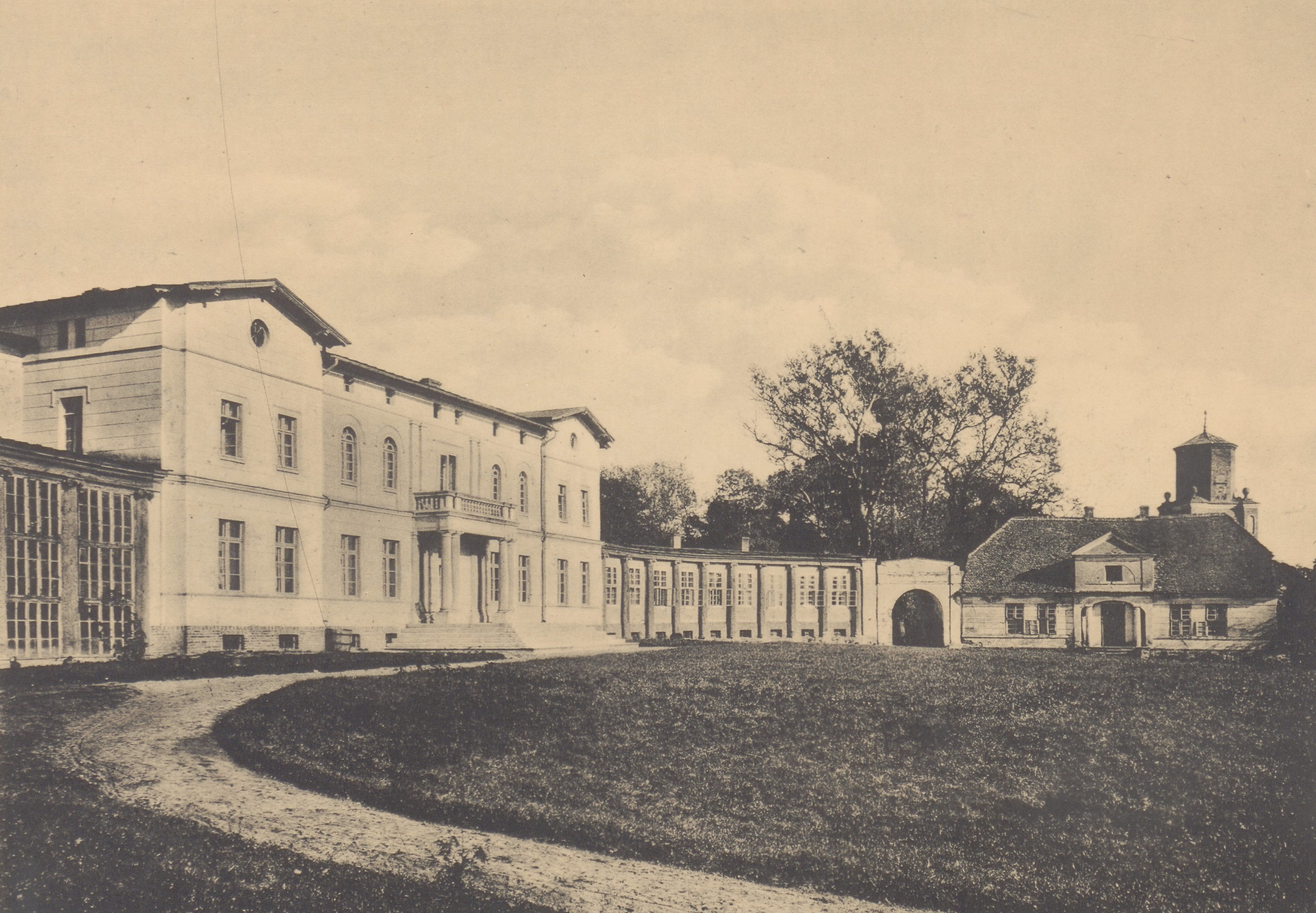
Widok pałacu przed 1912